# Opera Magna
Opera Magna är ett spanskt Symphonic power metal-band startat år 1997 i Valencia av Enrique Mompó och Javier Nula.

## Medlemmar
Nuvarande medlemmar
- F. Javier Nula (Francisco Javier Nula Sánchez) – sologitarr (1997– )
- Enrique Mompó – rytmgitarr (1997– )
- Alejandro Penella – basgitarr (2001– )
- Jose Vicente Broseta – sång (2004– )
- Adrián Romero – trummor (2006– )
- Rubén Casas – keyboard, bakgrundssång (2006– )

Tidigare medlemmar
- Pablo Solano – sång (1997–2003)
- Fernando Asensi – trummor, bakgrundssång, ljudtekniker (2001–2004)

Turnerande medlemmar
- Adrián Perales – trummor (2012)
- Artem Semeshko – sologitarr (2017)
- Nacho Sánchez Soler – keyboard (2018– )

## Diskografi
Demo
- Opera prima (2002)

Studioalbum
- El último caballero (2006)
- Poe (2010)

EP
- Del amor y otros demonios - Acto I (2014)
- Del amor y otros demonios - Acto II (2015)
- Del amor y otros demonios - Acto III (2019)
- What Was Dreamt And Lived (2022)
- Where Once Was Beating My Dark Heart (2022)
- Wound Of Love (2023)

Singlar
- "Un sueño en un sueño" (2009)
- "In Nomine" (2018)
- "Mi reino, el olvido" (2019)
- "¿Qué es? What's This?" (2020)
- "John Williams Tribute" (2021)

Livealbum
- Directo en Fireworks Estudios (MMXVII) (2017)

Samlingsalbum
- Del amor y otros demonios (2019)

Video
- ...del directo (DVD) (2014)